# 南开校友总会

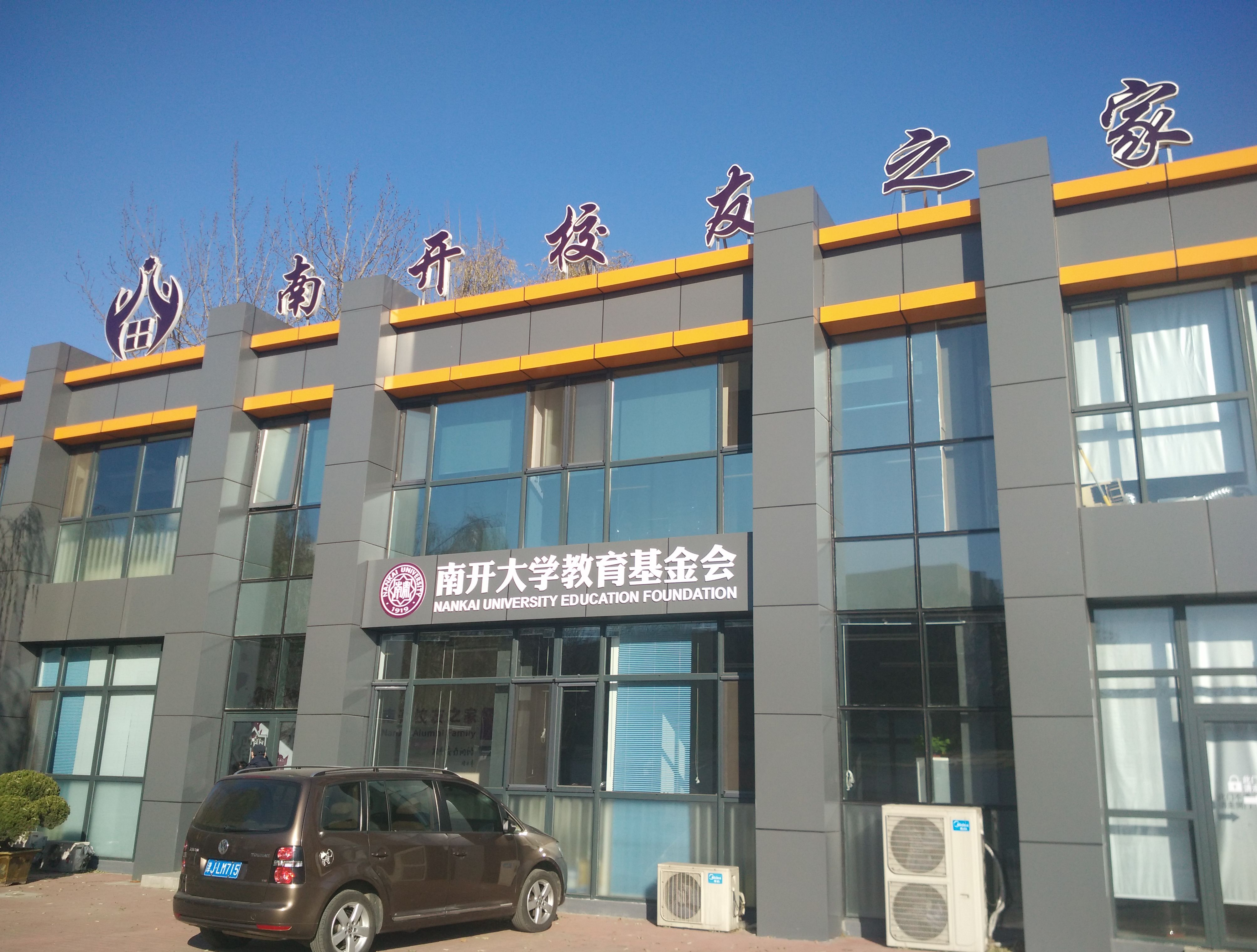
南开校友总会秘书处

南开校友总会，前身是成立于1915年夏季的天津南开学校毕业同学会。南开校友总会秘书处设于南开大学。

## 历史
1919年12月，校友周恩来主持建立了“南开出校学生通讯处”并任办事人，是南开第一位校友工作者。1925年，校长张伯苓提出组织“出校同学会”以联络毕业同学。1929年，南开校友总会正式成立，阎子亨担任首任会长。
1949年后，校友会活动中断。1980年10月17日，京、津、沪部分校友在津座谈，重建校友会组织，由黄钰生任校友总会会长，在南开大学设校友联络处，南开中学设校友联络组。1981年5月，三地校友会分会成立，南開校友、中國科學院學部委員致電祝賀。
目前，南开校友总会秘书处设在南开大学内，业务主管单位为中华人民共和国国家教育部、社团登记管理机关为中华人民共和国民政部，此外，南开校友总会还建立了还包括港澳台、美国、英国、加拿大、俄罗斯、日本、新加坡、韩国、澳大利亚等国家和地区的16个海外校友会。

## 会员单位
截至2021年，南开校友总会会员单位包括南开大学、天津南开中学、天津市第二南开中学、重庆南开中学、自贡蜀光中学、南开大学滨海学院、天津市南开翔宇学校、天津市兴南中学、重庆南开（融侨）中学校、南开大学附属中学、南开大学附属小学等11所学校。